# Mersch
Mersch (luxemburgisch Mierschⓘ) ist eine Gemeinde im Großherzogtum Luxemburg und Hauptort des Kantons Mersch.

## Geographische Lage
Die Gemeinde Mersch liegt im Gutland, und zwar im Alzettetal nördlich der Hauptstadt.

## Zusammensetzung der Gemeinde
Mersch besteht aus folgenden Ortschaften:
- Beringen (siehe Partnerschaften)
- Beringerberg
- Berschbach
- Binzrath
- Essingen
- Mersch
- Moesdorf
- Pettingen
- Reckingen
- Rollingen
- Schönfels

## Politik
Die Gemeinde Mersch wird von einer Koalition aus der liberalen DP und der christlich-konservativen CSV regiert.
Zur Kommunalwahl im Juni 2023 kandidierten vier Listen, drei Parteilisten und eine Bürgerliste. Alle vier Listen schafften den Einzug in den Gemeinderat.

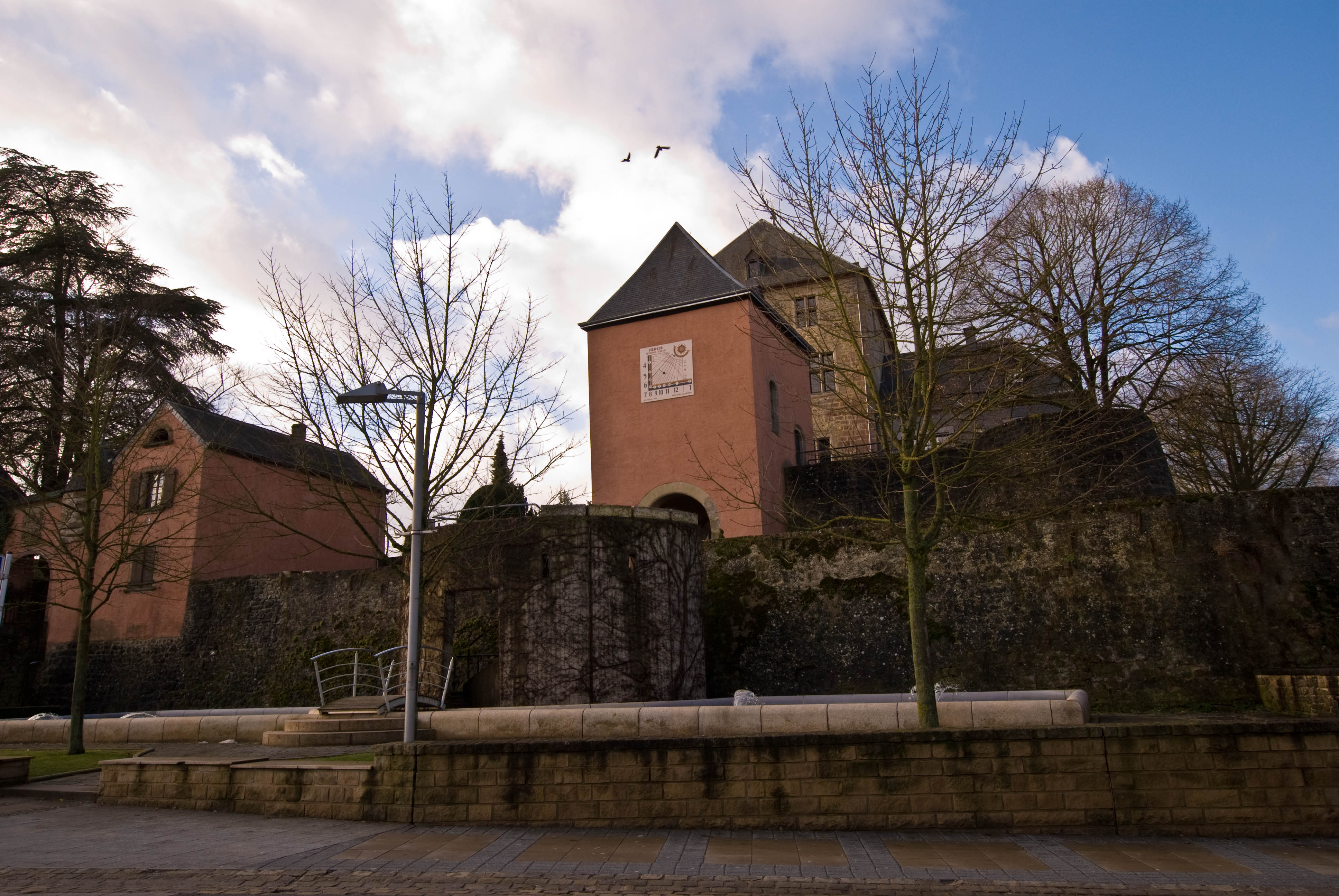
Schloss Mersch

| Partei                                  | Sitze: | Stimmenanteil | Stimmenanteil |
| --------------------------------------- | ------ | ------------- | --- |
| Demokratesch Partei (DP)                | 7      | 43,09 %       | Gemeinderatswahl Mersch 2023 %50403020100 43,09 % (+6,72 %p)26,89 % (−2,62 %p)16,95 % (−6,22 %p)13,07 %n. k. % (−10,95 %p) DPCSVGréngÄLfMLSAP20182023 |
| Chrëschtlech-Sozial Vollekspartei (CSV) | 4      | 26,89 %       | Gemeinderatswahl Mersch 2023 %50403020100 43,09 % (+6,72 %p)26,89 % (−2,62 %p)16,95 % (−6,22 %p)13,07 %n. k. % (−10,95 %p) DPCSVGréngÄLfMLSAP20182023 |
| Déi Gréng                               | 2      | 16,95 %       | Gemeinderatswahl Mersch 2023 %50403020100 43,09 % (+6,72 %p)26,89 % (−2,62 %p)16,95 % (−6,22 %p)13,07 %n. k. % (−10,95 %p) DPCSVGréngÄLfMLSAP20182023 |
| Är Leit fir Miersch (ÄLfM)              | 2      | 13,07 %       | Gemeinderatswahl Mersch 2023 %50403020100 43,09 % (+6,72 %p)26,89 % (−2,62 %p)16,95 % (−6,22 %p)13,07 %n. k. % (−10,95 %p) DPCSVGréngÄLfMLSAP20182023 |

## Geschichte und Gemeindeentwicklung
Erstmals urkundlich erwähnt wird Mersch im Testament der Gräfin Erkanfrida von Lothringen, das auf den 1. April 853 datiert wurde und in der Staatsbibliothek Berlin aufbewahrt wird (StB B Ms.lat.fol.729). Im Jahr 960 beschreibt Erzbischof Heinrich I. von Trier die Grenzen seiner Pfarrei Mersch "in villam Marisch", abgedruckt in Beyer, "Geschichte der mittelrheinischen Territorien", Band 1, Koblenz 1860. Dann erscheint der Ort in einer Bulle Papst Leos von 1051, die in den "Regesta Imperii" II,5,2,+860 enthalten ist.
Das 50 ha große Brachland zwischen Bahnlinie und Alzette, auf dem ehemals das Schlachthaus und das Agrocenter standen, soll neu gestaltet werden.

## Verkehr
Mersch hat seit 1852 einen Bahnhof an der Luxemburger Nordbahn Luxembourg – Troisvierges (- Liège – Liers). Am Bahnhof Mersch halten stündlich die Regionalzüge nach Troisvierges und Wiltz sowie die Intercités nach Liège. Bis 2020 wurden hier Fahrkarten verkauft, seitdem ist der Bahnverkehr im gesamten Großherzogtum gratis, nur Reisende 1. Klasse müssen noch zahlen.

## Sehenswürdigkeiten
- Dekanatskirche Sankt Michael mit dem Ölgemälde Die Verkündigung.
- Römische Villa mit Wasserbecken
- In Pettingen stehen die Ruinen einer alten Wasserburg, die besichtigt werden können.
- In Mersch steht auf dem Kronenberg (lux. Krounebierg) ein Obelisk. Als Nationalmonument zur 100-Jahr-Feier der Unabhängigkeit Luxemburgs errichtet, wurde er im Zweiten Weltkrieg niedergerissen und nach dem Krieg in neuer Form aufgebaut. Ein Teilstück des ursprünglichen Monuments (in Form einer Säule) kann noch am Ort besichtigt werden.
- Schloss Schönfels im gleichnamigen Ort, das vom 16. bis zum 18. Jahrhundert der pfälzisch-luxemburgischen Adelsfamilie Schliederer von Lachen gehörte.[3]

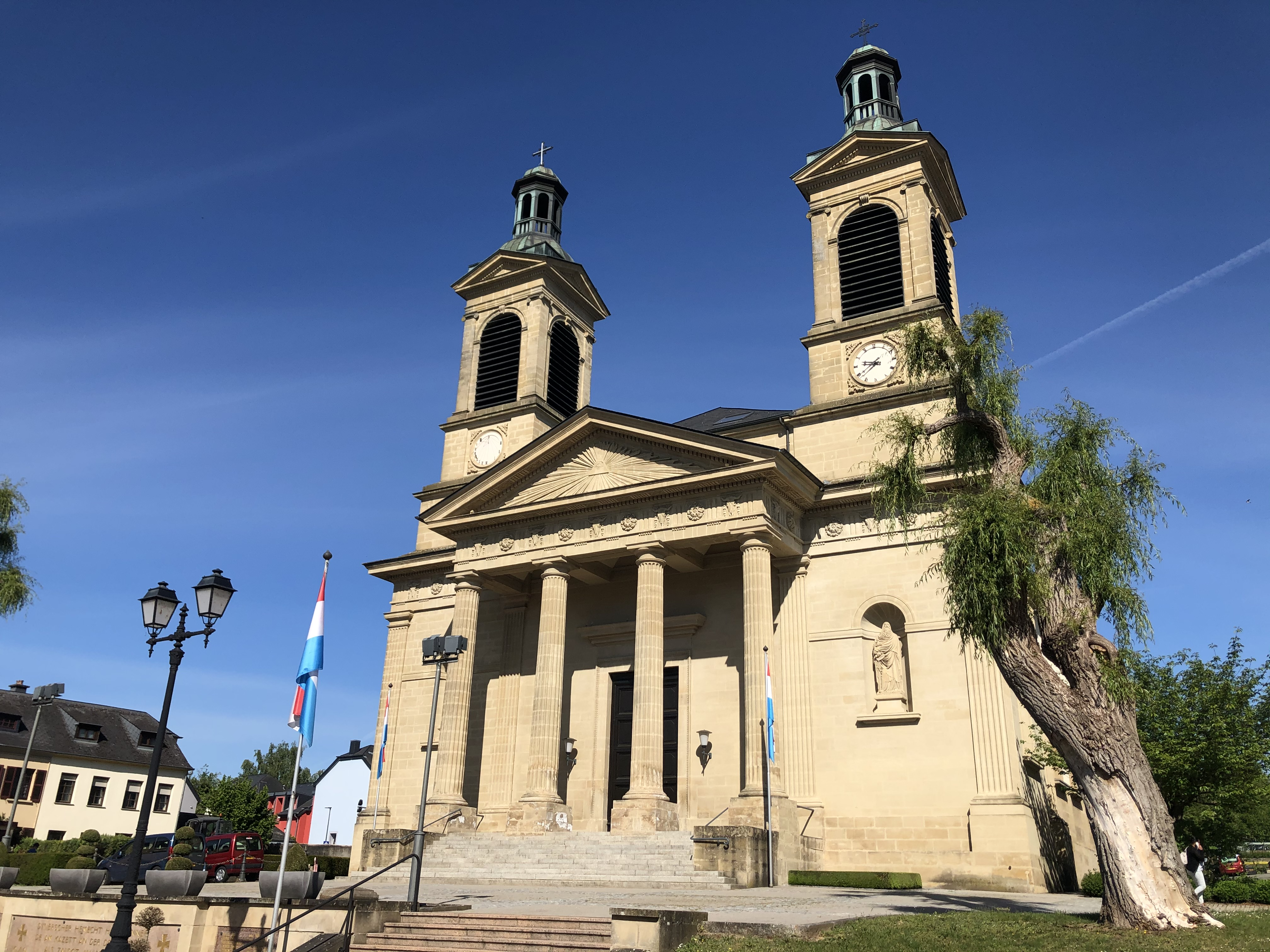
St. Michaelskirche
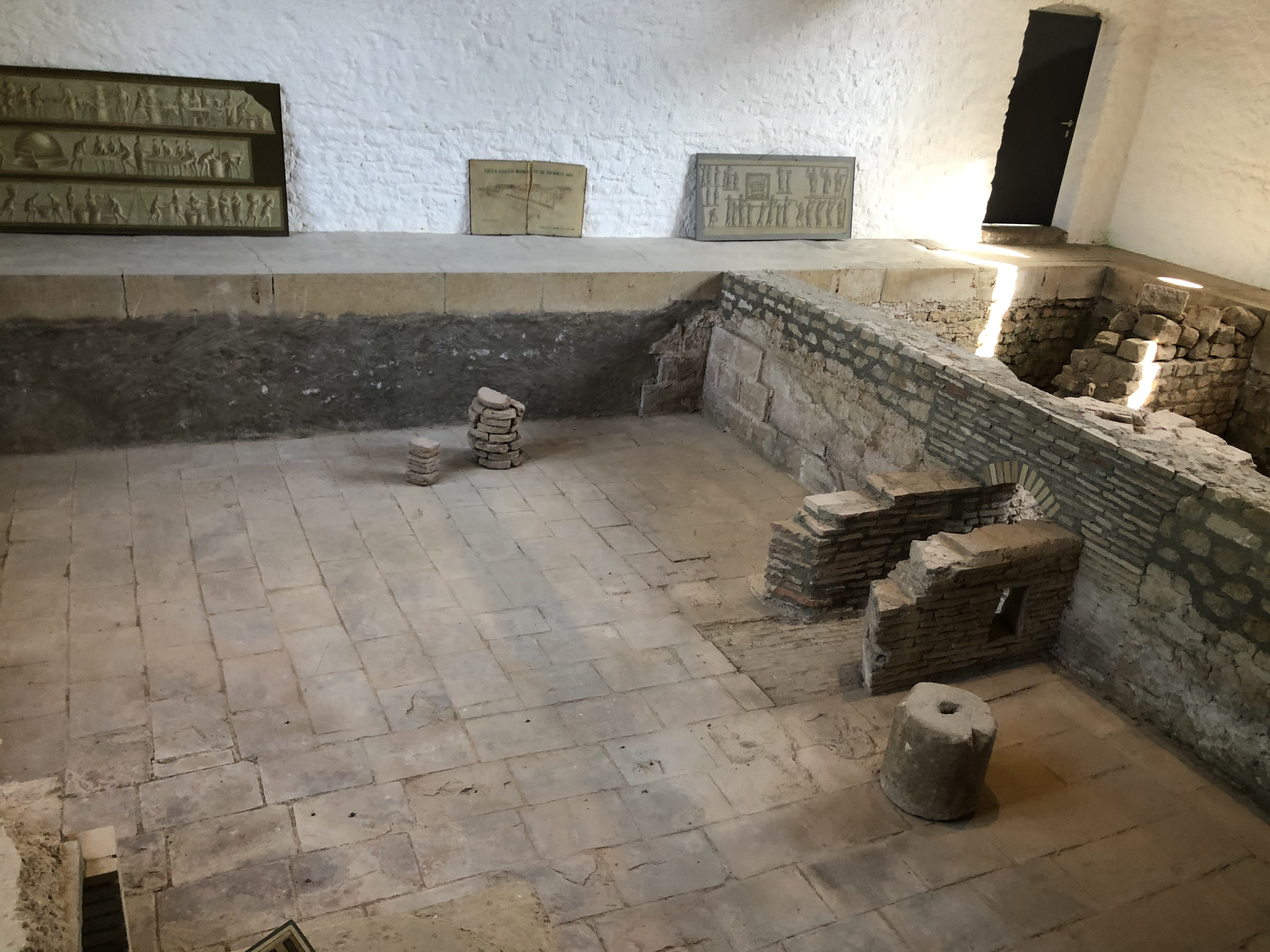
Römische Villa
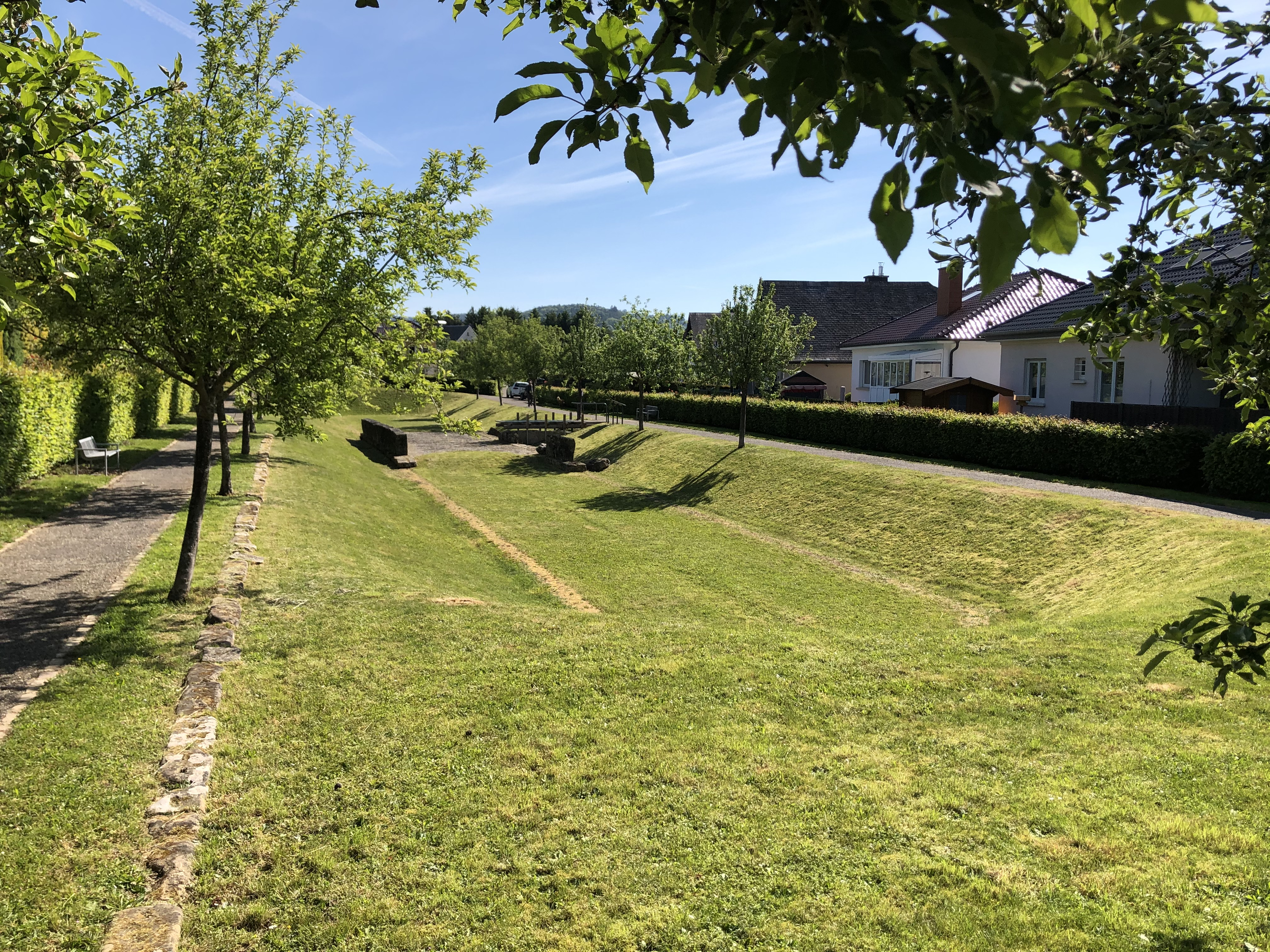
Ehemaliges Wasserbecken der römischen Villa
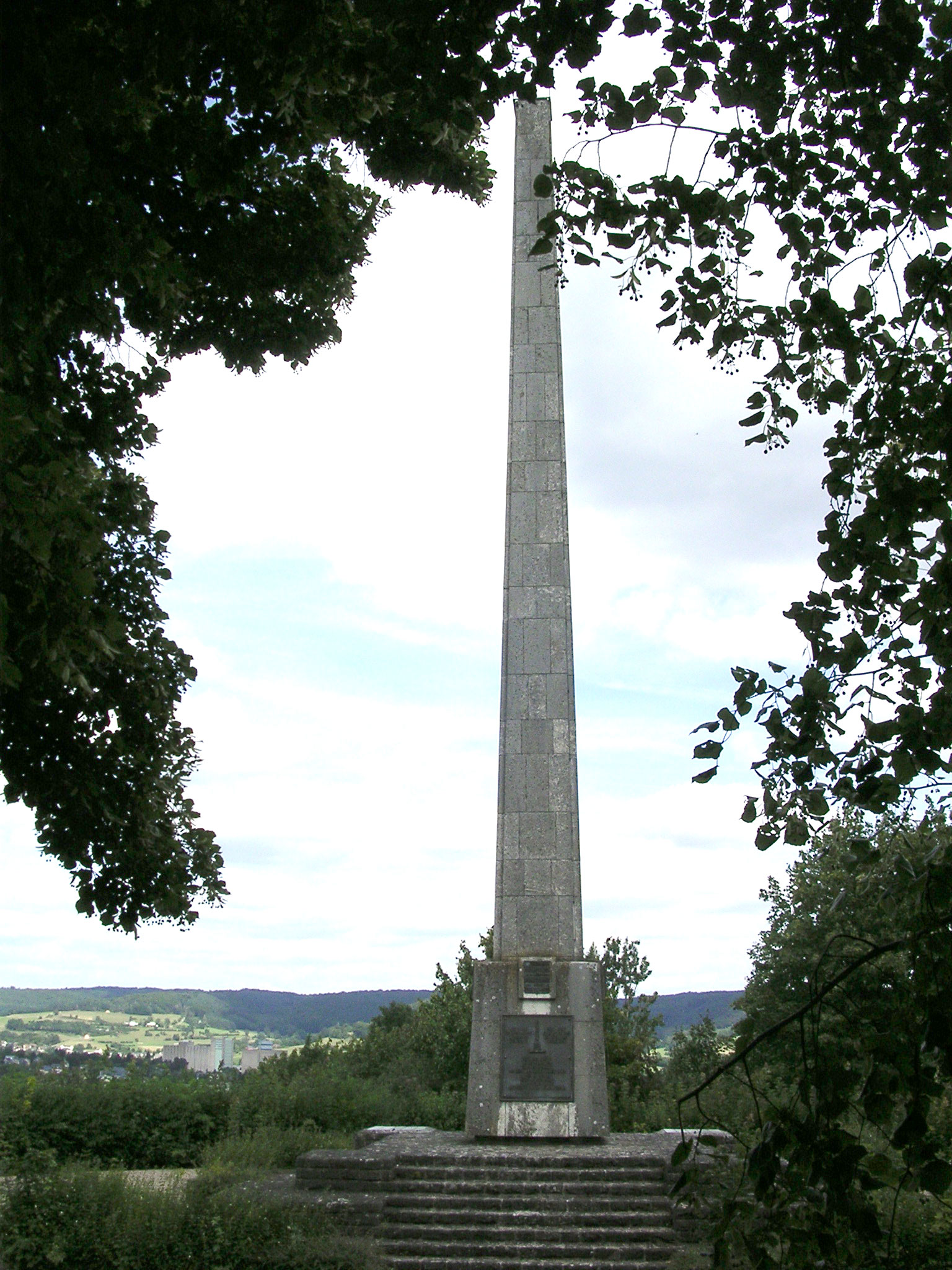
Der Obelisk von 1957 ist das Denkmal der Unabhängigkeit des Großherzogtums Luxemburg (2007).
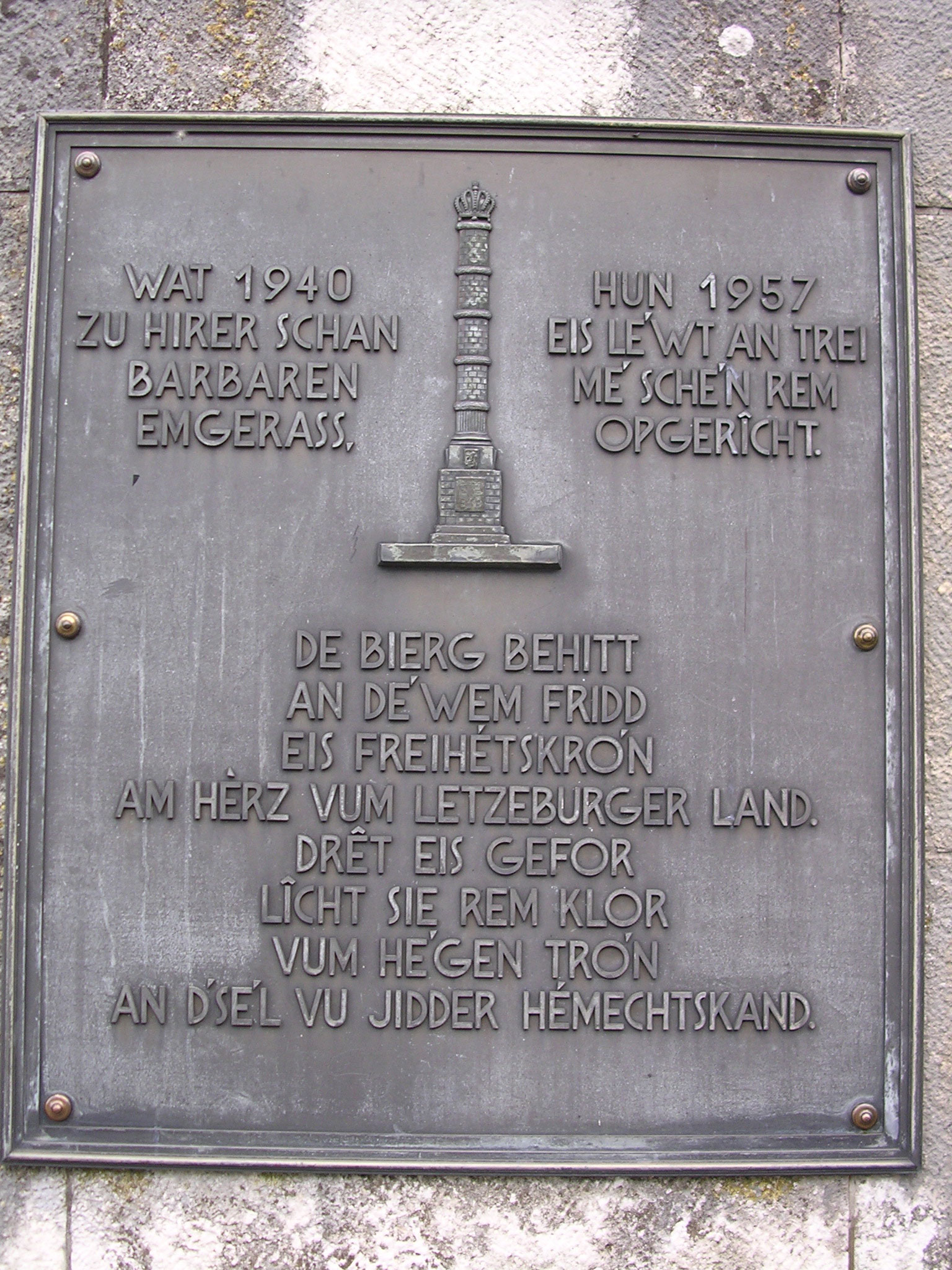
Gedenktafel am Obelisk über das Niederreißen der Säule im Jahr 1940
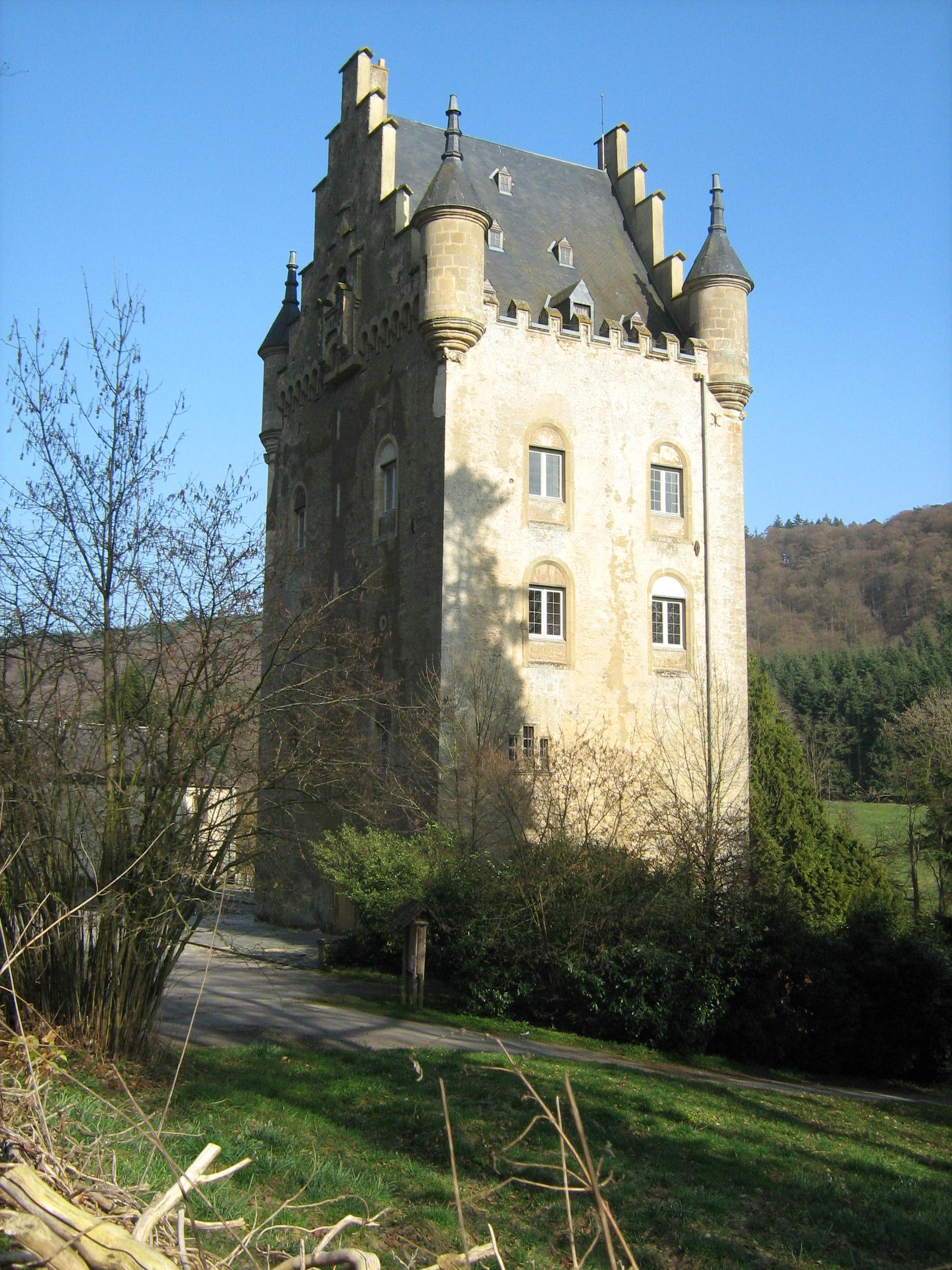
Schloss Schönfels

## Kultur
In Mersch befindet sich seit 2005 das Lycée Ermesinde, das durch seinen Pilotstatus Aufmerksamkeit im ganzen Land bekommt. Ferner befindet sich in Mersch ein regional wichtiges Kulturzentrum, genannt Kulturhaus, sowie der Sitz des Nationalen Literaturzentrums, des Centre National de Littérature. Dort findet zu Beginn eines jeden Jahres die Kinder- und Jugendbuchmesse KIBUM Mersch statt. Mersch hat eine öffentliche Bibliothek mit integrierter Internetstube, das Mierscher Lieshaus.

## Töchter und Söhne der Gemeinde
- Emmanuel Servais (1811–1890), luxemburgischer Politiker und Schriftsteller
- Nikolaus Welter (1871–1951), Literaturwissenschaftler und Schriftsteller
- Raoul Weckbecker (1898–1978), Bobsportler und Skirennläufer
- Arnold Schaack (1912–1991), Radrennfahrer
- Jean-Baptiste Charles François Neuens (1812–1881),[8] Professor, Übersetzer, Autor, Erfinder, belgischer General (Gedenktafel in Mersch)[9]

## Industriegeschichte
Der Hochdruckgasarmaturenhersteller Rotarex geht (auch) auf die Kohlensäurefabrik Ceodeux in Mersch um 1922 zurück.